# Antonio Murro
Antonio Murro (Napoli, 14 giugno 1960) è un cantante e musicista italiano.

## Biografia e Carriera
Antonio Murro nacque a Napoli nel 1960, appassionandosi alla musica napoletana sin da bambino e imparando presto a suonare la chitarra, la tastiera e il pianoforte.
Nel 1989 pertecipò come esordiente al Festival di Sanremo, nella categoria "Nuovi", con la canzone A' Paura, scritta e arrangiata dal maestro Vito Mercurio e divenuta uno dei brani più celebri e apprezzati di Murro.
Nello stesso anno pubblicò il suo primo album, composto da 8 tracce e dal titolo omonimo alla canzone portata al festival.
Nel 2000 partecipò al programma televisivo musicale Viva Napoli con Silvia Gavarotti. Nel 2003 e nel 2004 prese parte anche allo spettacolo Suggestioni Sonore presso il Teatro Trianon di Napoli.
Nel 2006 si esibì in occasione di un convegno indetto dal Premio Nobel per l'Astrofisica George Smoot presso l'hotel Punta Tragara di Capri.
Nel 2013 Murro pubblica il suo secondo album, intitolato Napoli Classic as Jazz e contenente 12 cover di canzoni classiche napoletane

## Discografia

### Album
- 1989 - A' Paura
- 2013 - Napoli Classic as Jazz

### Singoli
- 1989 - A' Paura

## Partecipazioni al Festival di Sanremo
- 1989 - A' Paura (non finalista)